# جيريمي سول
جيريمي سول (بالإنجليزية: Jeremy Soule)‏ (ولد 19 ديسمبر 1975) هو ملحن موسيقى تصويرية أمريكي يقوم بتلحين الأفلام وبرامج التلفاز وألعاب الفيديو. وقد فاز بجوائز متعددة ووصف بأنه «جون ويليامز موسيقى ألعاب الفيديو» و «نموذج للنجاح» للملحنين الغربيين. وقام بتلحين الموسيقى التصويرية لأكثر من 60 لعبة وأكثر من عشرة أعمال أخرى خلال حياته المهنية.

## من أعماله
- كومباني اوف هيروز
- ميتال غير سوليد: بيس والكر
- ذا إيلدر سكرولز 5: سكايرم

## جوائز
حصل على عدة جوائز منها:
- جائزة جيم سبوت لأفضل موسيقى (1997).
- جائزة آي جي إن لأفضل استخدام للصوت (1997).
- جائزة مجلة إكس بوكس الرسمية لأفضل موسيقى تصويرية للعام (2006).

## روابط خارجية
- جيريمي سول على موقع IMDb (الإنجليزية)
- جيريمي سول على موقع ميوزك برينز (الإنجليزية)
- جيريمي سول على موقع أول ميوزيك (الإنجليزية)
- جيريمي سول على موقع ديسكوغز (الإنجليزية)